# Carl Laemmle
Carl Laemmle Sr. (17. ledna 1867 Laupheim, Württembersko, Německo – 24. září 1939 Los Angeles, Kalifornie, Spojené státy) byl průkopník americké filmové produkce a zakladatel jednoho z hlavních hollywoodských filmových studií – Universal Studios. Produkoval či byl jinak zapojen do více než čtyř stovek filmů. Jeho neteř Carla Laemmle se stala herečkou.

## Biografie
Carl Laemmle se narodil v židovské rodině na pokraji židovské čtvrti německého města Laupheim. V roce 1884 emigroval do Spojených států, kde po dvacet let pracoval v Chicagu jako účetní a prokurista. V rámci podnikatelských aktivit začal skupovat malá kina zvaná nickelodeons a se svou firmou Laemmle Film Service rozšiřovat distribuci filmových služeb.

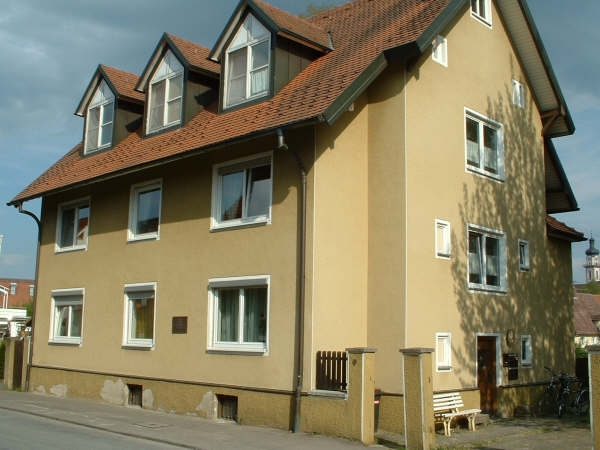
Rodný dům Carla Laemmla v Laupheimu

8. června 1912 uzavřeli v New Yorku Carl Laemmle z Independent Motion Picture Company, Pat Powers z Powers Picture Company, Mark Dintenfass z Champion Films a Bill Swanson z American Éclair, kontrakt, díky němuž došlo ke sloučení jejich studií. Z těchto čtyř společností vznikla známá hollywoodská filmová společnost Universal Motion Picture Manufacturing Company.
Na počátku a v polovině 30. let 20. století produkoval Laemmlův syn, Carl Laemmle junior, řadu drahých a komerčně neúspěšných filmů, přesto však došlo i k natočení úspěšných filmů, jako Back Street z roku 1932, či Show Boat z roku 1936. Carl Laemmle byl nakonec i se svým synem v roce 1936 ze společnosti vytlačen.
Laemmle byl po celý svůj život v kontaktu se svým rodným městem, finančně jej podporoval a rovněž sponzoroval stovky Židů z Laupheimu a Württemberska, aby emigrovali z nacistického Německa do Spojených států, a zachránili se tak před holocaustem. Kvůli zajištění a usnadnění jejich imigrace Laemmle kontaktoval americké orgány, členy Sněmovny reprezentantů a ministra zahraničí Cordella Hulla. Pokoušel se také intervenovat ve prospěch uprchlíků z lodě SS St Louis, kteří byli nakonec v roce 1939 posláni z Havany zpět do Evropy.
Poté, co 24. září 1939, ve věku 72 let, zemřel v Beverly Hills na kardiovaskulární chorobu, byl pochován v Chapel Mausoleum na židovském hřbitově Home of Peace Cemetery.